# Turó del Llamp
El Turó del Llamp és una muntanya de 704 metres que es troba al municipi de Susqueda, a la comarca de la Selva.